# Nois
Nois (títol original: Boys) és una pel·lícula estatunidenca dirigida per Stacy Cochran el 1996, amb música de Stewart Copeland i doblada al català. La pel·lícula va guanyar 516.350 dòlars en els Estats Units box office. Està basada en una història curta anomenada "Vint Minuts" de James Salter.
La pel·lícula es basa en uns nois de la Costa Est dels Estats Units, i va ser rodada a Baltimore, Maryland i en el campus de la St. John's College a Annapolis (Maryland), que representa l'escola.

## Argument
Patty Vare cau d'un cavall i és trobada inconscient per l'estudiant John Baker. La porta al seu dormitori. Com descobreix de seguida, s'està amagant d'alguna cosa. Per a John això es converteix en un camí cap a la maduresa i per a Patty és una manera de tornar a l'amor i la tendresa.

## Repartiment
- Winona Ryder: Patty Vare
- Lukas Haas: John Baker Jr
- John C. Reilly: Oficial Kellogg Curry
- Spencer Vrooman: John Murphy
- Charlie Hofheimer: John Cooke
- Marty McDonough: professor
- Wiley Wiggins: John Phillips
- Vivienne Shub: Frances
- Russell Young: John Van Slieder
- Christopher Pettiet: Jon Heinz
- Chris Cooper: John Baker
- Gregorio Rosenblaum: Dr. Paz
- Jessica Harper: Sra. John Baker
- Skeet Ulrich: Bud Valentine
- Catherine Keener: Jilly
- James LeGros: Fenton Ray